# Kehrsatz
Kehrsatz là một đô thị ở huyện Seftigen in the bang Bern ở Thụy Sĩ. Đô thị này có diện tích 4,4 km², dân số tháng 12 năm 2020 là 4380 người.